# Mariotto Albertinelli

Annunciatie, 1503, Uffizi, Florence

Mariotto Albertinelli (Florence, 13 oktober 1474 - aldaar, 5 november 1515) was een Italiaans kunstschilder van religieuze onderwerpen uit de School van Florence tijdens de Italiaanse renaissance.
Mariotto Albertinelli trad als twaalfjarige leerling in bij de Florentijnse schilder Cosimo Rosselli en begon in 1494 een eigen atelier, samen met de latere Fra Bartolomeo, dat ze dreven tot 1500. In dat jaar werd Bartolomeo kloosterling, tot grote teleurstelling van Albertinelli. Beiden werkten evenwel nog een tijdje samen in het Florentijnse klooster van San Marco.
In zijn werk werd Albertinelli beïnvloed door de grote meesters Rafaël en Leonardo da Vinci. Van deze laatste bestudeerde hij de techniek van de vervagende contouren. Verder bestudeerde hij ook de ruimteverdeling in de werken van Pietro Perugino en had hij ook interesse voor de Oudnederlandse landschapschildering. Al deze elementen probeerde Albertinelli in zijn werken te combineren. Een voorbeeld hiervan vinden we in Maria en Heiligen uit 1506 (Parijs, Louvre).

## Werken
Zijn belangrijkste werken bevinden zich in Florence, in het Uffizi, waaronder De Visitatie en de Annunciatie, beide uit 1503.

## Schilderstijl
Zijn schilderijen behoren tot de hoogrenaissance.